# Jean-Claude Van Damme
Jean-Claude Camille François Van Varenberg (n. 18 octombrie 1960, Berchem-Sainte-Agathe, Comunitatea Francofonă din Belgia⁠(d), Belgia), cunoscut profesional ca Jean-Claude Van Damme și abreviat JCVD, este luptător în arte marțiale, actor și regizor belgian, cunoscut mai ales ca actor de filme de acțiune cu arte marțiale. Printre cele mai cunoscute filme cu Van Damme pot fi menționate Bloodsport (1988), Kickboxer (1989), Soldatul universal (1992), Hard Target (1993), Street Fighter (1994), Timecop (1994), Sudden Death (1995) și The Quest (1996). Actorul a avut în 2020 o avere de 90 de milioane de dolari americani.

## Biografie
Numele intreg a lui Van Damme este Jean-Claude Camille François van Varenberg, născut pe 18 octombrie 1960, la Berchem-Sainte-Agathe, Bruxelles, Belgia, este fiul Elianei și al lui Eugène van Varenberg. Eugène  era contabil și florar. Tatăl său este din Bruxelles, bilingv, iar mama sa este flamandă (olandeză).Bunica paternă era evreica.
Van Damme a început artele marțiale la vârsta de zece ani, înscris de tatăl său la o școală de karate, stilul Shōtōkan. Stilurile sale constau în Karate Shōtōkan și Kickboxing. A câștigat centura neagră la karate la vârsta de 18 ani. A început să ridice greutăți pentru a-și îmbunătăți aspectul fizic, ceea ce a dus în cele din urmă la un titlu de culturist în Belgia. La 16 ani, a început să studieze baletul, ocupându-se cu acesta timp de cinci ani. Potrivit lui Van Damme, baletul "este o artă, dar este și unul dintre cele mai dificile sporturi. Dacă puteți supraviețui unui antrenament de balet, puteți supraviețui unui antrenament în orice alt sport." Mai târziu a studiat atât Taekwondo, cât și Muay Thai.

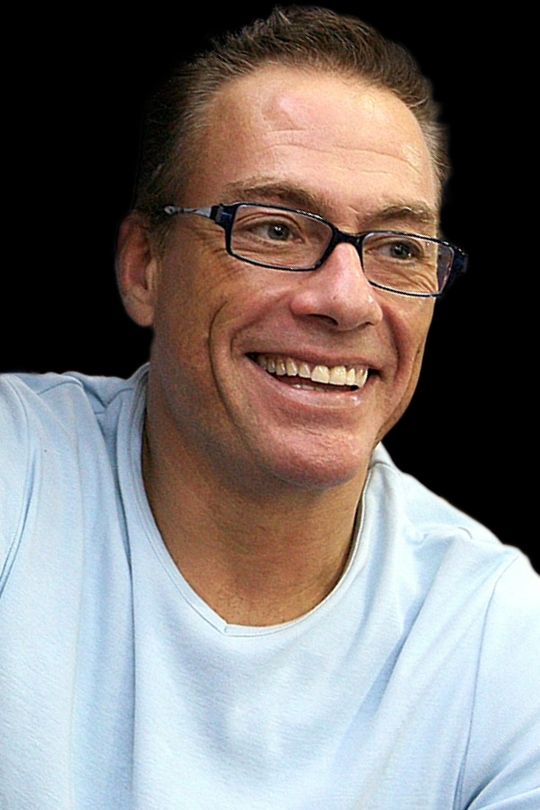
Jean-Claude Van Damme (2007)

## Viața personală
Van Damme a fost căsătorit de cinci ori cu patru femei diferite, și are trei copii: Kristopher (n.1987), Bianca(n.1990) și Nicholas (n.1995)
- Gladys Portugues (25 iunie 1999 -prezent)
- Darcy LaPier (3 februarie 1994 - noiembrie 1997) (divorțați) 1 copil
- Portugues (3 ianuarie 1987 - 1992) (divorțați) 2 copii
- Cynthia Derderian (24 august 1985 - 1986) (divorțați)
- Maria Rodriguez (25 august 1980 - 1984) (divorțați)

## Filmografie

### Filme
| An   | Titlu                                                             | Rol                                   | Note |
| ---- | ----------------------------------------------------------------- | ------------------------------------- | --- |
| 1983 | Rue Barbare                                                       | Tipul din umbră                       | |
| 1984 | Monaco Forever                                                    | Gay Karate Man                        | |
| 1984 | Breakin'                                                          | Spectator în prima secvență de dans   | Nemenționat |
| 1986 | No Retreat, No Surrender                                          | Ivan Krushensky                       | primul film în care apare ca răufăcător sau "Karate Tiger" (European) |
| 1987 | Bloodsport                                                        | Frank Dux                             | Coregraf de lupte, Scenarist, Editor Prima colaborare cu Bolo Yeung |
| 1988 | Black Eagle                                                       | Andrei                                | al doilea film în care apare ca un răufăcător |
| 1989 | Cyborg                                                            | Gibson Rickenbacker                   | Editor |
| 1989 | Kickboxer                                                         | Kurt Sloane                           | Scenarist sau "Karate Tiger 3" (European) |
| 1990 | Death Warrant ("Închisoarea Infernului")                          | Louis Burke                           | |
| 1990 | Lionheart                                                         | Lyon Gaultier                         | Scenarist, Coregraf de lupte |
| 1991 | Double Impact ("Dublu Impact")                                    | Alex Wagner/Chad Wagner               | Rol dublu Producător, Scenarist Nominalizare la premiul "MTV Movie" pentru cel mai dorit bărbat; a doua colaborare cu Bolo Yeung                                                                                     |
| 1992 | Universal Soldier ("Soldatul universal")                          | Luc Deveraux/GR44                     | Prima colaborare cu Dolph Lundgren |
| 1993 | Last Action Hero ("Ultima aventură")                              | În rolul său                          | |
| 1993 | Nowhere to Run                                                    | Sam Gillen                            | Nominalizare la premiul "MTV Movie" pentru cel mai dorit bărbat |
| 1993 | Hard Target ("Vânătoare de oameni")                               | Chance Boudreaux                      | Nominalizare la premiul "MTV Movie" pentru cel mai dorit bărbat |
| 1994 | Timecop ("Răfuială dincolo de moarte")                            | Max Walker                            | Rol dublu |
| 1994 | Street Fighter ("Ultima Bătălie")                                 | Colonel William F. Guile              | Bazat pe jocul video omonim |
| 1995 | Sudden Death ("Moarte instantanee")                               | Darren McCord                         | |
| 1996 | Maximum Risk ("Risc maxim")                                       | Alain Moreau/Mikhail Suverov          | Rol dublu |
| 1996 | The Quest                                                         | Christopher Dubois                    | Debut regizoral, Scenarist |
| 1997 | Double Team ("Joc în doi")                                        | Jack Quinn                            | Razzie Award for Worst Screen Couple (with Dennis Rodman) |
| 1998 | Knock Off ("Afaceri necurate")                                    | Marcus Ray                            | |
| 1998 | Legionnaire ("Legionarul")                                        | Alain Lefevre                         | Scenarist, Producător |
| 1999 | Universal Soldier: The Return ("Soldatul universal: Întoarcerea") | Luc Devereaux                         | Producător, ultima distribuție cinematografică înainte de filmul JCVD |
| 1999 | Inferno                                                           | Eddie Lomax                           | sau "Desert Heat" Producător |
| 2001 | The Order ("Ordinul")                                             | Rudy Cafmeyer/Charles Le Vaillant     | Rol dublu Scenarist |
| 2001 | Replicant ("Clona ucigașă")                                       | Edward "The Torch" Garrotte/Replicant | Rol dublu Al treilea film în care apare ca răufăcător |
| 2002 | Derailed ("Călătorie periculoasă")                                | Jacques Kristoff                      | |
| 2003 | In Hell                                                           | Kyle LeBlanc                          | |
| 2004 | Wake of Death                                                     | Ben Archer                            | |
| 2004 | Las Vegas                                                         | În rolul său                          | |
| 2004 | Narco                                                             | Fantoma lui Jean de Lenny             | |
| 2006 | The Hard Corps                                                    | Phillip Sauvage                       | |
| 2006 | Second in Command ("Adjunctul")                                   | Sam Keenan                            | |
| 2006 | The Exam                                                          | Charles                               | |
| 2007 | Until Death ("Afaceri neterminate")                               | Anthony Stowe                         | |
| 2008 | The Shepherd: Border Patrol ("Grănicerul")                        | Jack Robideaux                        | Prima colaborare cu Scott Adkins |
| 2008 | JCVD                                                              | JCVD                                  | Revenire la mainstream cu distribuție cinematografică limitată Producător executiv 2008: Toronto Film Critics Association Awards Nominalizare la Best Actor 2009: Chlotrudis Awards Nominalizare la Best Actor       |
| 2009 | Universal Soldier: Regeneration                                   | Luc Deveraux                          | a doua colaborare cu Dolph Lundgren și prima colaborare cu Andrei Arlovski. Distribuție cinematografică limitată în: Israel, Singapore, Filipine, Malaezia, EAU, India, Iordania, Liban, Italia, Japonia și Pakistan |
| 2011 | Kung Fu Panda 2                                                   | Master Croc                           | Primul rol de voce într-o producție cinematografică |
| 2011 | Assassination Games                                               | Vincent Brazil                        | Distribuție cinematografică limitată în SUA, Rusia și Ucraina. A doua colaborare cu Scott Adkins Producător executiv                                                                                                 |
| 2011 | Beur sur la ville                                                 | Colonelul Merot                       | |
| 2012 | Rzhevskiy vs. Napoleon                                            | În rolul său                          | |
| 2012 | Dragon Eyes                                                       | Jean-Luis Tiano                       | Prima colaborare cu Cung Le și Peter Weller |
| 2012 | The Expendables 2 ("Eroi de sacrificiu 2")                        | Jean Vilain                           | Distribuție cinematografică în toată lumea al patrulea film în care apare ca un răufăcător, A patra colaborare cu Scott Adkins și Dolph Lundgren                                                                     |
| 2012 | Universal Soldier: Day of Reckoning                               | Luc Deveraux                          | terminat al patrulea film în care apare ca răufăcător. A treia colaborare cu Scott Adkins și Dolph Lundgren. A doua colaborare cu Andrei Arlovski                                                                    |
| 2012 | Six Bullets                                                       | Samson Gaul                           | |
| 2012 | U.F.O.                                                            | George                                | Post-producție |
| 2013 | Enemies Closer                                                    | Xander                                | |
| 2014 | Welcome to the Jungle                                             | Storm Rotchild                        | |
| 2014 | Swelter                                                           | Stillman                              | |
| 2014 | Full Love                                                         | Frenchy                               | Producător, Regizor, Scenarist și Editor |
| 2015 | Pound of Flesh                                                    | Deacon                                | Producător executiv |
| 2015 | Jian Bing Man                                                     |                                       | Scurtă apariție (cameo) |
| 2016 | Kung Fu Panda 3                                                   | Master croc                           | Voce |
| 2016 | Kickboxer: Vengeance                                              | Master Durand                         | |
| 2017 | Kill'Em All                                                       |                                       | |
| 2017 | Kickboxer: Retaliation                                            |                                       | |

### Televiziune

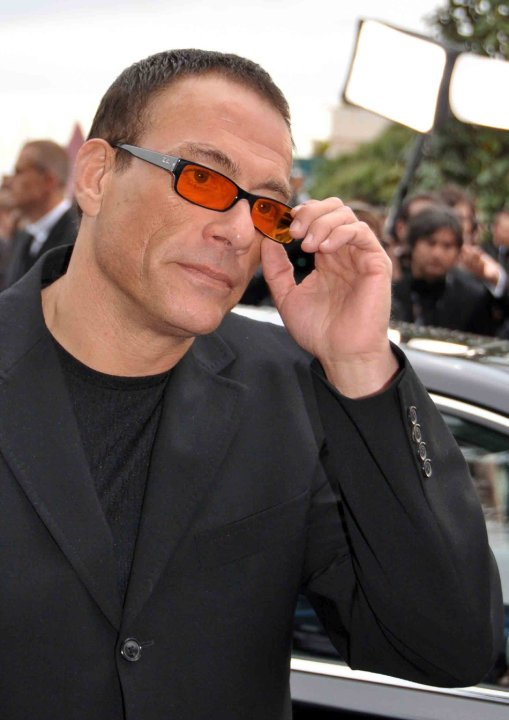
Van Damme la Festivalul de Film de la Cannes, 2010

| An   | Titlu                                      | Rol                                                            | Note                                                      |
| ---- | ------------------------------------------ | -------------------------------------------------------------- | --------------------------------------------------------- |
| 1996 | Prietenii tăi                              | În rolul său                                                   | "The One After the Superbowl" (Sezonul 2, Episodul 12-13) |
| 2004 | Las Vegas                                  | În rolul său                                                   | "Die Fast, Die Furious" (Sezonul 1, Episodul 15)          |
| 2009 | Robot Chicken                              | Contele Dracula (voce) Rhett Butler (voce) În rolul său (voce) | "Maurice Was Caught" (Sezonul 4, Episodul 12)             |
| 2011 | Jean Claude Van Damme: Behind Closed Doors | În rolul său                                                   | 1 sezon (8 episoade)                                      |
| 2011 | Les Anges Gardiens                         | În rolul său                                                   | 1 sezon (20 episoade)                                     |

### Videoclipuri
| Cântec                      | Artist                       |
| --------------------------- | ---------------------------- |
| "Body Count's in the House" | Body Count                   |
| "Time Won't Let Me"         | The Smithereens              |
| "Straight to My Feet"       | MC Hammer feat Deion Sanders |
| "Something There"           | Chage and Aska               |
| "Crush 'Em"                 | Megadeth                     |
| "Kiss My Eyes"              | Bob Sinclar                  |
| "Ya Lyublyu Ego"            | Iryna Bilyk & Olga Gorbaceva |

### Jocuri video
| An   | Titlu                     | Rol             |
| ---- | ------------------------- | --------------- |
| 1995 | Street Fighter: The Movie | Colonelul Guile |
| 1995 | Street Fighter: The Movie | Colonelul Guile |

## Premii și nominalizări
| An   | Recipient      | Premiu                 | Categorie                                | Rezultate    |
| ---- | -------------- | ---------------------- | ---------------------------------------- | ------------ |
| 1988 | Bloodsport     | Golden Raspberry Award | Worst New Star                           | Nominalizare |
| 1992 | Double Impact  | MTV Movie Award        | Most Desirable Male                      | Nominalizare |
| 1993 | Nowhere to Run | MTV Movie Award        | Most Desirable Male                      | Nominalizare |
| 1994 | Hard Target    | MTV Movie Award        | Most Desirable Male                      | Nominalizare |
| 1994 | Hard Target    | MTV Movie Award        | Best Action Sequence                     | Nominalizare |
| 1994 | Hard Target    | Saturn Award           | Best Horror Film                         | Nominalizare |
| 1998 | Double Team    | Golden Raspberry Award | Worst Screen Couple (with Dennis Rodman) | Câștigat     |
| 1999 | Legionnaire    | Saturn Award           | Best Home Video Release                  | Nominalizare |
| 2001 | Replicant      | Video Premiere Award   | Best Actor                               | Nominalizare |
| 2008 | JCVD           | Silver Leopard         | Best Actor                               | Nominalizare |
| 2009 | JCVD           | TFCA Award             | Best Performance, Male                   | Nominalizare |